# Torre de la Calahorra (Elche)
La Torre de la Calafora (Torre de la Calaforra en valenciano) es una fortaleza de origen islámico, concebida como torre de vigilancia dentro de su emplazamiento como parte de la muralla defensiva del periodo andalusí de Elche (Comunidad Valenciana, España).
En 1968, la torre fue declarada parte de un conjunto histórico artístico,
por lo que es  Bien de Interés Cultural con categoría de Conjunto histórico.

## Historia
La edificación de la torre almohade data de fines del siglo XII o principios del XIII.
La primera constancia escrita que se tiene de la ciudad, proviene de la demanda por parte de Jaime I de Aragón, de que la ciudad rindiera la Calahorra, cuando esta fue conquistada en el año 1296.
La casa señorial adosada a la torre está fechada en el siglo XVI y probablemente fuera utilizada por el almudín de la villa, ya que se tiene constancia de un acuerdo del Consejo de la villa de 20 de agosto de 1492 en el que se resuelve la construcción de un edificio anejo a la torre que albergara un peso para controlar el trigo antes de llevarlo a moler.
La fortaleza albergó la Logia Masónica ilicitana número 149 y a día de hoy en sus salas se puede contemplar en los techos frescos e incluso en el suelo símbolos masónicos.
Actualmente es la sede de la Subdelegación del Gobierno de la Generalidad Valenciana.
Se construyó a finales del siglo XIII: durante todo este tiempo y varios dueños de por medio, ha permanecido cerrada para todos los ciudadanos de Elche

## Descripción
La torre, de planta cuadrangular, defendía la entrada más importante a la Vila Murada: el camino procedente de Alicante. En su realización se utilizaron muros de mampostería revocados, con sillares en la base y en las esquinas. Probablemente la torre tuviera más alturas, así como dos cuerpos más destruidos en el terremoto de 1829. Los añadidos de las almenas y las ventanas neoárabes son del siglo XIX, con iluminación cenital.